# Telecomunicaciones en Bolivia

## Radio
- En 1997 había 171 Emisoras AM, 73 Emisoras FM y 77 estaciones de radios onda corta en Bolivia, emitiendo a 5.250.000 aparatos de radio aproximadamente.

## Televisión
Para el año 1997, había 197 empresas de televisión que emitían para 900.000 televisores. Pero para el 2000, ya existían 197 empresas de televisión abierta, 340 radios, 406 redes privadas, 4 empresas de transmisión de datos y 1.115 radioaficionados, que sumaban más de 2.000 operadores regulados.

### Televisión por cable
- En 1991 Multivisión inicia operaciones en Santa Cruz y comienza a proveer Televisión por cable en la región.
- En el 2000, según Sittel, existían 19 empresas de Televisión por cable.[1]

## Teléfonos
El código para llamadas internacional de Bolivia es 591.
- En el 2000, existían 14 cooperativas telefónicas dedicadas al préstamo de servicios locales; mientras que en el ámbito de las comunicaciones móviles existía un duopolio entre Entel Móvil y Telecel S.A. Dado el alto costo de equipos y tarifas celulares, dio lugar a la existencia de 11 empresas con el servicio de buscapersonas desde una terminal fija a una móvil (beeper). El servicio de larga distancia lo hacía ENTEL, así como servicios de satélite, télex, telegrafía y servicio local en lugares donde no llegaban las cooperativas.[1]
- Según cifras de 2005, había 646.300 líneas telefónicas fijas en Bolivia y 2.421 millones teléfonos móviles, aunque los nuevos abonados de la red telefónica fija pueden encontrar dificultades burocráticas. La mayoría de los teléfonos se encuentran en el eje troncal La Paz, Cochabamba, Santa Cruz, en cambio, el uso de teléfonos móviles ha aumentando rápidamente en el país gracias a la facilidad de adquirir los chips para celulares. La telefonía fija utiliza un sistema troncal, que está en plena expansión. El sistema también hace uso de cables de fibra óptica y radioenlaces de microondas digital. Para las telecomunicaciones internacionales, el país cuenta con una estación terrena de satélites y utiliza una conexión a Intelsat.
- Hasta el 2009, existían más de 846 mil líneas de telefonía fija[2] y más de 7 millones 201 mil abonados a telefonía móvil.[3]

## Internet
El dominio de nivel superior para Bolivia es ".bo".
- En el 2005, el acceso a internet llegaba a 169.482 usuarios.
- En el 2006, en Bolivia había 20.085 ordenadores conectados a Internet, y 480.000 usuarios de Internet.
- En el 2009, el número de usuarios de internet superaba los 1,3 millones. La penetración de Internet era una de las más bajas de la región 4,4 %.[4][5]
- Hasta marzo del 2014, el número de conexiones fijas y móviles a internet en el país creció hasta 4.177.427 conexiones gracias a las tecnologías 3G y 4G, según un informe de la Autoridad de Regulación y Fiscalización de Telecomunicaciones y Transportes (ATT).

- El departamento de Santa Cruz tiene el mayor número de conexiones a internet, 34,4% (1.439.156 usuarios).
- La Paz, el 27,2% (1.136.541 usuarios).
- Cochabamba, el 17% (712.348 usuarios), que son el 78,7% de las conexiones a nivel nacional.

### Censura y vigilancia de Internet
La Constitución de Bolivia y leyes proporcionan libertad de expresión y la libertad de prensa, prohíbe la injerencia arbitraria en la vida privada, familia, hogar, correspondencia y el gobierno generalmente respeta estas prohibiciones, aunque en al menos dos casos en 2012, el gobierno utilizó la ley contra el racismo para restringir ambos derechos. Algunos altos funcionarios del gobierno también hostigaron verbalmente a miembros de la prensa según un informe presentado por Derechos Humanos en ese mismo año.
El 23 de octubre de 2012, el Tribunal Constitucional de Bolivia revocó la ley de difamación que permitió la detención de 1 mes a 4 años para toda persona declarada culpable de insultar, difamar o calumniar a funcionarios públicos. La decisión del Tribunal Constitucional no resolvió automáticamente todos los casos pendientes bajo la ley de difamación. 
Los acusados en todos los casos pendientes deben solicitar formalmente que se desestime la acusación.

### Libertad en Internet
No hubo restricciones gubernamentales sobre el acceso a Internet, pero el 21 de octubre de 2012, el Vicepresidente Garcia Linera declaró que el gobierno registra los nombres de las personas que insultan al Presidente Morales en las redes sociales.
De acuerdo al informe de Transparencia de la compañía estadounidense Google, que informa sobre las solicitudes de los diferentes países del mundo entre julio y diciembre de 2011, Bolivia habría hecho al menos 10 solicitudes, las cuales, casi en su totalidad, fueron "retiradas" de la red de internet por infringir derechos de autor.
También figura una solicitud, entre el periodo de enero a junio de 2013, de la asamblea legislativa estadounidense para que se retirara una entrada de blog que presuntamente infringía derechos de autor, tras observar que contenía un discurso político no se procedió al retiro.